# Amstel Gold Race 2011
Das Amstel Gold Race 2011 war die 46. Austragung dieses Radsportklassikers und fand am 17. April 2011 statt. Es war das erste Rennen der „Ardennen-Woche“ und wurde an einem Sonntag, drei Tage vor der Flèche Wallonne bzw. genau eine Woche vor Lüttich–Bastogne–Lüttich, ausgetragen. Das Eintagesrennen war Teil der UCI WorldTour 2011 und innerhalb dieser das zehnte von 27 Rennen. Die Gesamtdistanz des Rennens betrug 260 Kilometer. 
Es siegte der Belgier Philippe Gilbert aus der belgischen Mannschaft Omega Pharma-Lotto vor dem Spanier Joaquim Rodríguez aus der russischen Mannschaft Katusha und dem Australier Simon Gerrans aus der britischen Mannschaft Sky.
Für Philippe Gilbert war es der zweite Sieg beim Amstel Gold Race.

## Teilnehmende Mannschaften
| ProTeams (18)- Ag2r La Mondiale - Astana - BMC Racing Team - Euskaltel-Euskadi - Garmin-Cervélo - HTC-Highroad - Katusha - Lampre-ISD - Leopard-Trek - Liquigas-Cannondale - Movistar Team - Omega Pharma-Lotto - Quick Step Cycling Team - Rabobank - Team RadioShack - Saxo Bank-Sungard - Sky ProCycling - Vacansoleil-DCM Professional Continental Teams (6)- Skil-Shimano - Landbouwkrediet - Topsport Vlaanderen-Mercator - Veranda’s Willems-Accent - Farnese Vini-Neri Sottoli - Cofidis, le Crédit en Ligne |
| |

Startberechtigt waren die 18 UCI ProTeams der Saison 2011. Zusätzlich vergab der Veranstalter Wildcards an sechs UCI Professional Continental Teams. 22 der 24 teilnehmenden Mannschaften traten mit jeweils acht Fahrern an, die Mannschaften BMC Racing Team und Quick Step Cycling Team  traten jeweils mit sieben Fahrern an. Dadurch ergab sich ein Starterfeld von insgesamt 190 Fahrern. Unter den Fahrern befanden sich zehn Deutsche und sieben Schweizer.

## Ergebnis
| \| Gesamtwertung \| Gesamtwertung \| Gesamtwertung \| Gesamtwertung \| Gesamtwertung \| \| Fahrer \| Fahrer \| Land \| Team \| Zeit \| \| ------------- \| ------------------ \| ------------- \| ------------------ \| --------------- \| \| 1. \| Philippe Gilbert \| Belgien \| Omega Pharma-Lotto \| 6 h 30 min 44 s \| \| 2. \| Joaquim Rodríguez \| Spanien \| Katusha \| + 2 s \| \| 3. \| Simon Gerrans \| Australien \| Team Sky \| + 4 s \| \| 4. \| Jakob Fuglsang \| Dänemark \| Leopard-Trek \| + 5 s \| \| 5. \| Alexander Kolobnew \| Russland \| Katusha \| + 5 s \| \| 6. \| Óscar Freire Gómez \| Spanien \| Rabobank \| + 5 s \| \| 7. \| Bjorn Leukemans \| Belgien \| Vacansoleil-DCM \| + 7 s \| \| 8. \| Ben Hermans \| Belgien \| Team RadioShack \| + 18 s \| \| 9. \| Robert Gesink \| Niederlande \| Rabobank \| + 19 s \| \| 10. \| Paul Martens \| Deutschland \| Rabobank \| + 26 s \| |                    |             |                    |                 |
| |                    |             |                    |                 |
| Quelle: ProCyclingStats |                    |             |                    |                 |
| Gesamtwertung |                    |             |                    |                 |
| Fahrer | Fahrer             | Land        | Team               | Zeit            |
| 1. | Philippe Gilbert   | Belgien     | Omega Pharma-Lotto | 6 h 30 min 44 s |
| 2. | Joaquim Rodríguez  | Spanien     | Katusha            | + 2 s           |
| 3. | Simon Gerrans      | Australien  | Team Sky           | + 4 s           |
| 4. | Jakob Fuglsang     | Dänemark    | Leopard-Trek       | + 5 s           |
| 5. | Alexander Kolobnew | Russland    | Katusha            | + 5 s           |
| 6. | Óscar Freire Gómez | Spanien     | Rabobank           | + 5 s           |
| 7. | Bjorn Leukemans    | Belgien     | Vacansoleil-DCM    | + 7 s           |
| 8. | Ben Hermans        | Belgien     | Team RadioShack    | + 18 s          |
| 9. | Robert Gesink      | Niederlande | Rabobank           | + 19 s          |
| 10. | Paul Martens       | Deutschland | Rabobank           | + 26 s          |